# 亨森山
亨森山（英語：Mount Henson），是南極洲的山峰，位於阿蒙森海岸，是利夫冰川的西北面大門，海拔高度905米，在1929年11月由美國探險隊發現和拍攝照片，現時由南極條約體系管理。